# Tawara (langue)
Pour les articles homonymes, voir Tawara.
Le tawara (ou tawala) est une langue bantoue du groupe shona parlée au Mozambique.
Le nombre de locuteurs était estimé à 60 000 en 2006.